# Brontops
Brontops (Brontops robustus) – wymarły gatunek ssaka nieparzystokopytnego żyjącego w eocenie.
Brontops był podobnym do nosorożca zwierzęciem osiągającym 2,5 m wysokości. Był trochę mniejszy od bardziej znanego Brontotherium.